# Вальтер фон Больтенштерн
Вальтер Гуго Туров фон Больтенштерн (нім. Walter Hugo Thurow von Boltenstern; 26 листопада 1889, Бреслау, Німецька імперія — 19 січня 1952, табір для військовополонених 5110/48 Войково, Івановська область, РРФСР) — німецький воєначальник, генерал-лейтенант вермахту. Кавалер Лицарського хреста Залізного хреста.

## Біографія
Представник знатного прусського роду. Син торговця Гуго фон Больтенштерна і його дружини Марії, уродженої Мюллер. 14 березня 1910 року вступив в Прусську армію. Учасник Першої світової війни. Після демобілізації армії залишений в рейхсвері. З 12 жовтня 1937 року — командир 71-го піхотного полку. Учасник Польської і Французької кампаній. З 1 липня 1940 по 20 вересня 1941 року — командир 29-ї моторизованої дивізії. Учасник Німецько-радянської війни. З 20 січня 1942 року — командир дивізії №179 (з 20 квітня 1942 року — 179-ї запасної моторизованої, з 5 квітня 1943 року — запасної танкової №179, з 1 серпня 1943 року — 179-ї резервної танкової дивізії). Після розформування дивізії 1 травня 1944 року відряджений в Імперський військовий суд. 10 травня відправлений в резерв. 3 червня відряджений в групу армій «Північна Україна», проте не отримав призначення і 12 серпня повернувся в резерв. 31 січня 1945 року звільнений у відставку. В травні 1945 року заарештований радянськими окупаційними військами. Помер в таборі.

## Звання
- Фанен-юнкер (14 березня 1910)
- Фенріх (16 листопада 1910)
- Лейтенант (18 серпня 1911; патент від 18 серпня 1915)
- Оберлейтенант (18 серпня 1915)
- Гауптман без патенту (20 вересня 1918)
  - 1 лютого 1922 року отримав патент від 20 вересня 1918 року.
- Майор (1 лютого 1932)
- Оберстлейтенант (1 жовтня 1934)
- Оберст (20 квітня 1937)
- Генерал-майор (14 серпня 1940)
- Генерал-лейтенант (15 липня 1942)

## Нагороди
- Залізний хрест
  - 2-го класу (3 жовтня 1914)
  - 1-го класу (15 березня 1915)
- Хрест «За військові заслуги» (Ліппе) (26 листопада 1916)
- Ганзейський Хрест (Гамбург; 14 квітня 1918)
- Орден «За військові заслуги» (Баварія) 4-го класу з мечами (28 жовтня 1918)
- Почесний хрест ветерана війни з мечами (24 грудня 1934)
- Медаль «За вислугу років у Вермахті» 4-го, 3-го, 2-го і 1-го класу (25 років)
- Медаль «У пам'ять 1 жовтня 1938» із застібкою «Празький град»
- Застібка до Залізного хреста
  - 2-го класу (24 вересня 1939)
  - 1-го класу (2 жовтня 1939)
- Орден Корони Італії, командорський хрест (27 серпня 1940)
- Лицарський хрест Залізного хреста (13 серпня 1941) — вручений генералом танкових військ Йоахімом Лемельзеном.
- Медаль «За зимову кампанію на Сході 1941/42»